# Fichtinger Gyula
Fichtinger Gyula, dr. (Budapest, 1958. június 14. –  )  magyar hőfizikus mérnök, atomtechnikai szakmérnök, az Országos Atomenergia Hivatal volt főigazgatója.

## Életpályája
1972 és 1976 között a  Jedlik Ányos Gimnáziumba járt, fizika tagozatra. 1977 és 1983 között a  Moszkvai Energetikai Egyetem (atomerőművek és berendezések szakon szerzett hőfizikus-mérnöki végzettséget. 1984-ben  atomerőművi primerköri gépész lett. 1989 és 1991 között a Budapesti Műszaki Egyetem Hő- és Rendszertani Intézetében folytatott tanulmányai alapján  atomtechnikai szakmérnök lett.  1983 és 1985 között a Paksi Atomerőmű Vállalatnál, majd  1985 és 1990 között a  Magyar Villamos Művek Trösztnél állt alkalmazásban.  
1991-től dolgozott az Országos Atomenergia Hivatalnál, ahol 1991 és 1994 között  nukleáris biztonsági felügyelő, 1994 és 1998 között  osztályvezető, 1998 és 2012 között főosztályvezető. 2012 és 2013 között főigazgató-helyettes volt. 
2013. június 5-től ő volt az Országos Atomenergia Hivatal főigazgatója. 2021 áprilisában lemondott hivataláról. A lemondás hátterében egy korrupciós ügy áll.

## Nyelvismerete
- angol
- orosz

## Nemzetközi tevékenysége
1998 – 2011 Az OECD CNRA Working Group on Inspection Practices munkacsoportban Magyarország képviselete 

## Tagsága társadalmi szervezetekben
- 1990 – Magyar Nukleáris Társaság

## Publikációi
- Csürök-Fichtinger-Horváth-Kovács-Lenkei: A kezelőszemélyzet szerepe az atomerőmű biztonságában. Tanulmány MVMT. Budapest, 1990.
- Cserháti-Fichtinger: Periodic safety review of Units 1 and 2 of Paks Nuclear Power Plant. In:Science & Technology in Hungary. December, 1997. pp. 26-28.
- Moravcik, Bozhko, Fichtinger, Vlahov, Nersesyan, Salminen: Report of the Working Group: Recommendations on PSR. Berlin, 1998